# Tony Iommi
Tony Iommi (teljes nevén Frank Anthony Iommi) (Aston, Birmingham, 1948. február 19. –) olasz származású kétszeres Grammy-díjas angol gitáros, dalszerző, a heavy metal egyik úttörő zenekarának, a Black Sabbath-nak alapító tagja, a heavy metal műfaj meghatározó alakja. 2006-ban a Black Sabbath eredeti felállásának tagjaként beiktatták a Rock and Roll Hall of Fame-be.
1970 és 1995 között 18 stúdióalbumot készített az együttessel. Iommi az egyetlen, aki az összes Black Sabbath lemezen játszott. Az új évezredben szólókarrierbe kezdett, és több albumot is készített Glenn Hughes énekessel. 2007-ben a Black Sabbath három volt tagjával Heaven and Hell néven turnézott, majd 2009-ben stúdióalbumot is kiadtak.

## Pályafutása

### Kezdetek
Iommi tinédzserként kezdett el gitározni. Hank Marvin és a The Shadows inspirálta. Balkezes gitáros. 17 évesen egy baleset következtében elvesztette középső és gyűrűs ujjainak a végét, ezért a hiányzó ujjak végére különböző műanyagdarabok ragasztásával próbálkozott. A sérülésnek köszönhető egyedi gitárjátéka, hangzása.
Tinédzserként több blues- és rockbandában játszott, a legkorábbi a The Rockin' Chevrolets volt 1964-ben és 1965-ben. Ezután 1966 és 1967 között a The Rest nevű zenekarban gitározott egy régi iskolai barátjával, Bill Ward-dal.
1968-ban már a Mythology nevű zenekarban játszottak együtt, de fél év után feloszlottak. Ezzel egyidőben egy másik, Rare Breed nevű zenekar is feloszlott, innen John "Ozzy" Osbourne és Geezer Butler csatlakozott Iommihoz és Wardhoz, továbbá a slide-gitáros Jimmy Phillipshez és a szaxofonos Alan "Aker" Clarke-hoz. A hattagú zenekart Polka Tulk Blues Company névre keresztelték. Phillips és Clarke két fellépés után távoztak, és a maradék négyes előbb Polka Tulkra rövidített, majd átnevezték az együttest Earth-re.
1968 decemberében Iommi kilépett, és rövid időre csatlakozott a Jethro Tull együtteshez. A kaland nem tartott sokáig, egyetlen koncert után Iommi visszatért saját csapatába.

### Black Sabbath
1969 augusztusában ismét névváltás következett, mivel Earth néven létezett egy másik zenekar is. Egyik első daluk után Black Sabbath-nak nevezték el az együttest. Kézsérülése miatt Iommi kénytelen volt lejjebb hangolni a gitárját E-ről C#-ra, hogy az ujjait kevésbé vegye igénybe a gitározás. Az 1970-ben megjelent első két Black Sabbath albumon még E-ben játszik, először az 1971-es Master of Reality lemezen használt mélyebbre hangolt gitárt. Iommihoz igazodva a basszusgitáros Butler is lejjebb hangolta hangszerét, ami Iommi erősen torzított gitárhangzásával ötvözve egyedi megszólalást adott a csapatnak.
A Black Sabbath első három stúdióalbuma (Black Sabbath, Paranoid, Master of Reality) szerepel a Rolling Stone magazin 2003-ban összeállított, Minden idők 500 legjobb albumát felvonultató listáján, habár megjelenésük idején a szaksajtó nem magasztalta őket túlságosan. 1973-ban a Sabbath Bloody Sabbath című ötödik albumuk volt az, melyet a kortársak is végre dicsértek, és amely nem csak az együttes, de a heavy metal műfaj egyik klasszikusa lett. Amerikában platina státuszt ért el.
Az eredeti Black Sabbath felállás utolsó sikeres albuma az 1975-ös Sabotage volt. A következő évben megjelenő Technical Ecstasy csalódást okozott, mert eltávolodtak a korábbi albumok doomos világától. Közben a drogoktól és alkoholtól lezüllött zenekarban megromlott a légkör. 1977-ben Osbourne kilépett, majd visszatért, de a Never Say Die! albumot és annak turnéját követően 1979-ben Ozzyt kirúgták az együttesből.
Az új énekes Ronnie James Dio, a Rainbow együttes volt tagja lett, vele készítették el a Heaven and Hell (1980) albumot, amellyel hosszú idő után sikerült helyreállítani a Black Sabbath tekintélyét. A következő 15 évben ezt a sikert már nem tudták megismételni. Folyamatos tagcserékkel működtek, lemezeiket más-más énekessel rögzítették: Ian Gillan, Glenn Hughes, Ray Gillen és Tony Martin. Közülük Tony Martin szerepelt a legtöbb Black Sabbath albumon a '80-as, '90-es években.
1992-ben Iommi részt vett a Freddie Mercury emlékkoncerten. Ugyanebben az évben a Diamond Head zenekar számára újraírta a Starcrossed című számot az 1993-as Death and Progress című albumukhoz.

### Szólókarrier
Iommi első szólópróbálkozása a végül Black Sabbath logóval megjelent 1986-os Seventh Star album volt, melyen Glenn Hughes énekelt. Iomminak végül 2000-ben jelent meg szólóalbuma Iommi címen számtalan vendégénekessel, mint például Ian Astbury, Henry Rollins, Serj Tankian, Dave Grohl, Billy Corgan, Phil Anselmo, Peter Steele és Ozzy Osbourne. A 2000-es évek közepén újabb két Glenn Hughes-zal közös albuma jelent meg Iommi & Hughes néven.

### Heaven and Hell
Iommi 2007-ben a Black Sabbath három volt tagjával, Geezer Butler-rel, Ronnie James Dio-val és Vinny Appice-szel újra együtt turnézott Heaven and Hell néven. Ez volt a felállás a Mob Rules és a Dehumanizer című albumok elkészítése idején. Iommi azért döntött úgy, hogy nem Black Sabbath néven turnéznak, mert a Rock and Roll Hall of Fame soraiba az eredeti (Ozzy Osbourne-nal felálló) Black Sabbath-et iktatták be (Ozzy és Sharon elperelte tőle a Black Sabbath nevet). A sikeres turnét követően a csapat belevágott egy új stúdióalbum felvételeibe. A lemez The Devil You Know címmel 2009 tavaszán jelent meg.

## Hangrendszere
Tony Iommi hangzásának titka kezdetben épp az egyszerűségében rejlett. Gibson SG gitárokat használt (ma már Gibson SG Tony Iommi signature gitárok is kaphatók), ezeket kötötte rá a brutális hangerőt biztosító Laney Sound erősítőkre (nyolc ládát használt általában, minden egyes ládában négy darab Celestion G12H hangszóróval). A hangzás egyediségét mégis leginkább az adta, hogy Iommi balesete miatt kénytelen volt vékony húrokat használni, emellett pedig Dallas Rangemaster Treble Booster effektet használt a magas hangok kiemelésére.

## Diszkográfia

### Black Sabbath
| - Black Sabbath (1970) - Paranoid (1970) - Master of Reality (1971) - Black Sabbath Vol. 4 (1972) - Sabbath Bloody Sabbath (1973) - Sabotage (1975) - Technical Ecstasy (1976) - Never Say Die! (1978) - Heaven and Hell (1980) | - Mob Rules (1981) - Born Again (1983) - Seventh Star (1986) - The Eternal Idol (1987) - Headless Cross (1989) - Tyr (1990) - Dehumanizer (1992) - Cross Purposes (1994) - Forbidden (1995) - 13 (2013) |

### Szólóban
- 2000 – Iommi

### Iommi &Hughes
- 2004 – The 1996 DEP Sessions
- 2005 – Fused

### Heaven and Hell
- 2009 – The Devil You Know